# جامعة ولاية لوزون الجنوبية
تعد جامعة ولاية لوزون الجنوبية [[إنج|Southern Luzon State University]] المعروفة سابقًا باسم كلية لوزون الجنوبية للفنون التطبيقية مؤسسة التعليم العالي الأولى التي تمولها الدولة في مقاطعة كويزون في الفلبين، وهي تتألف من 11 حرما جامعيا في مقاطعة كويزون، ويقع الحرم الرئيسي في بلدية لوكان.
تعمل الجامعة بموجب قانون الجمهورية رقم 9395، وهي معنية بتوفير التعليم المتقدم والتعليم المهني والتكنولوجي في مجالات الطب والتعليم والهندسة والزراعة ومصايد الأسماك والغابات والبيئة والفنون والعلوم، والمحاسبة، والتعاون، والأعمال التجارية وريادة الأعمال والتكنولوجيا وغيرها من مجالات الدراسة ذات الصلة في مقاطعة كويزون وفي المنطقة، وهي مكلفة أيضًا بالقيام بخدمات البحث والإرشاد وتوفير القيادة التقدمية في مجالات تخصصها.  بموجب القانون الجمهوري رقم 10931 أو قانون الوصول الشامل إلى التعليم العالي الجودة الذي وقعه الرئيس رودريغو دوترتي، توقفت الجامعة عن فرض رسوم دراسية على طلابها المحليين من الدرجة الأولى. 

## الكليات حرم الجامعة وبرامجها
فيما يلي قائمة بالبرامج الأكاديمية التي تقدمها الجامعة في الكليات المختلفة في الحرم الرئيسي للجامعة وبقية الحرم الجامعية:
تديرها كلية تعليم المعلمين
- دكتوراه تطوير التعليم
- دكتوراه علوم التربية
- دكتوراه الإدارة التربوية
- ماجستير الآداب في الإدارة التربوية
- ماجستير الآداب في التربية (الابتدائية)
- ماجستير الآداب في تعليم الرياضيات
- ماجستير الآداب في تعليم العلوم
- ماجستير الآداب في تدريس اللغة الإنجليزية

تديرها كلية الآداب والعلوم
- ماجستير الآداب في اللغويات التطبيقية (مع التخصص في دراسات التواصل اللغوي والخطاب الإعلامي)

تديرها كلية الإدارة والأعمال وإدارة الضيافة والمحاسبة
- دكتوراه في إدارة الأعمال
- ماجستير في إدارة الأعمال

تحت إدارة كلية الزراعة
- ماجستير العلوم البيئية
- ماجستير العلوم في الغابات (تخصص في الزراعة والغابات)

تحت إدارة كلية الطب المتحالف
- ماجستير الآداب في التمريض (التمريض الجراحي الطبي، أو التمريض النفسي)

 البرامج الدولية
برامج الدكتوراه
- دكتوراه في إدارة الأعمال
- شهادة الدكتوراة في الإدارة التربوية

برامج الماجستير
- ماجستير في إدارة الأعمال
- ماجستير الآداب في تدريس اللغة الإنجليزية
- ماجستير الآداب في الإدارة التربوية
- ماجستير العلوم في العلوم البيئية

 برامج البكالوريوس 
- بكالوريوس العلوم في إدارة الأعمال الرئيسية في الإدارة المالية
- بكالوريوس العلوم في العلوم البيئية

 برامج قصيرة 
- برنامج تدريبي مكثف للغة الإنجليزية (مخصص)
- التحسين السريري لتدريب الممرضات
- التدريب المكثف على اللغة الإنجليزية ومنهجية المعلمين

 كلية الزراعة (مركز تنمية الغابات) 
- بكالوريوس العلوم في الزراعة متخصصة في: علوم الحيوان، علوم المحاصيل، الزراعة العضوية
- بكالوريوس العلوم في الغابات
- بكالوريوس العلوم في العلوم البيئية
- بكالوريوس في التكنولوجيا الزراعية

 كلية الإدارة، الأعمال، إدارة الضيافة، والمحاسبة 
- بكالوريوس العلوم في المحاسبة
- بكالوريوس العلوم في إدارة الأعمال، برامج أساسية في: إدارة التسويق، إدارة الموارد البشرية والتنمية، الإدارة المالية
- بكالوريوس العلوم في إدارة الضيافة
- بكالوريوس في الإدارة العامة

 كلية الطب المتحالف 
- بكالوريوس العلوم في التمريض
- بكالوريوس العلوم في تكنولوجيا الإشعاع
- القبالة

 كلية الهندسة
- بكالوريوس العلوم في هندسة الكمبيوتر
- بكالوريوس العلوم في الهندسة الكهربائية
- بكالوريوس العلوم في الهندسة الميكانيكية

 كلية الآداب والعلوم 
- ليسانس الآداب في الاتصالات
- ليسانس الآداب الكبرى في التاريخ
- ليسانس الآداب الكبرى في علم النفس
- بكالوريوس العلوم في الرياضيات تخصص في الإحصاء
- بكالوريوس العلوم في علم الأحياء

 كلية تعليم المعلمين (مركز التنمية في تعليم المعلمين) 
- بكالوريوس في التعليم الابتدائي
- بكالوريوس في التعليم الثانوي متخصصة في: اللغة الإنجليزية، الفلبينية، الرياضيات، (الموسيقى، الفنون، التربية البدنية، الصحة)، العلوم الفيزيائية، الدراسات الاجتماعية
- بكالوريوس في التربية والتعليم والثقافة والفنون
- بكالوريوس في التكنولوجيا وتعليم سبل المعيشة متخصصة في: الفنون الصناعية وتكنولوجيا المعلومات والاتصالات والاقتصاد المنزلي

 معهد الحركية البشرية 
- بكالوريوس في التربية البدنية تخصص في إدارة الرياضة والعافية
- بكالوريوس العلوم في علوم التمرينات والرياضة

 مدارس المعامل 
- الصفوف الابتدائية 1-6
- صغار المدرسة الثانوية الصفوف 7-10
- الصفوف الثانوية العليا 11-12 مع تخصص في العلوم الإنسانية والاجتماعية (HUMSS)، والمحاسبة، وإدارة الأعمال (ABM)، والعلوم والتكنولوجيا والهندسة والرياضيات (STEM)

الحرم الجامعي لأبات: بكالوريوس في التعليم التقني المهني الرئيسية في برمجة الكمبيوتر
حرم كلاواج: بكالوريوس العلوم في الزراعة
حرم كاتاناوان:
- بكالوريوس في التعليم الابتدائي
- بكالوريوس العلوم في الزراعة

حرم جامكا:
- بكالوريوس في التعليم التقني المهني الرئيسية في برمجة الكمبيوتر
- بكالوريوس العلوم في إدارة الأعمال
- بكالوريوس في التعليم الثانوي

الحرم الجامعي في انفانتا
- بكالوريوس في التعليم الثانوي متخصص في الرياضيات
- بكالوريوس العلوم في الزراعة
- هندسة أساسية

كلية القاضي غييرمو إلزار للفنون التطبيقية - حرم تاغكاويان
- بكالوريوس في التعليم الابتدائي
- بكالوريوس في إدارة الأعمال متخصصة في: إدارة التسويق، الإدارة المالية
- بكالوريوس في التعليم الثانوي متخصصة في: اللغة الإنجليزية والرياضيات والعلوم
- بكالوريوس في التكنولوجيا والتعليم متخصصة في في الفنون الزراعية والثروة السمكية

حرم لوسينا الجامعي كلية الهندسة
- بكالوريوس العلوم في الهندسة المدنية
- بكالوريوس العلوم في هندسة الكمبيوتر
- بكالوريوس العلوم في الهندسة الكهربائية
- بكالوريوس العلوم في هندسة الإلكترونيات
- بكالوريوس العلوم في الهندسة الصناعية
- بكالوريوس العلوم في الهندسة الميكانيكية

 برامج درجة أخرى 
- بكالوريوس في التعليم التقني المهني متخصصة في: برمجة الكمبيوتر، إدارة الأغذية والخدمات

حرم بوليلو
- بكالوريوس في التعليم الابتدائي

حرم مدينة طيبة
- بكالوريوس العلوم في الزراعة
- بكالوريوس العلوم في إدارة الضيافة
- بكالوريوس في التكنولوجيا وتعليم سبل المعيشة الرئيسية في برمجة الكمبيوتر

الحرم الجامعي تيانقو
- بكالوريوس في التعليم الابتدائي
- بكالوريوس العلوم في الزراعة متخصصة في: علوم المحاصيل، الزراعة العضوية

## روابط خارجية
- الموقع الرسمي للجامعة
- الموقع الرسمي لكلية الآداب والعلوم بالجامعة